# شهرستان گراند تراوس (میشیگان)
شهرستان گراند تراوس، میشیگان (به انگلیسی: Grand Traverse County, Michigan) یک سکونتگاه مسکونی در ایالات متحده آمریکا است که در میشیگان واقع شده‌است.